# Grosrouvre
Grosrouvre là một xã của Pháp, nằm ở tỉnh Yvelines trong vùng Île-de-France.
Người dân ở đây trong tiếng Pháp gọi là Grosrouvrois.

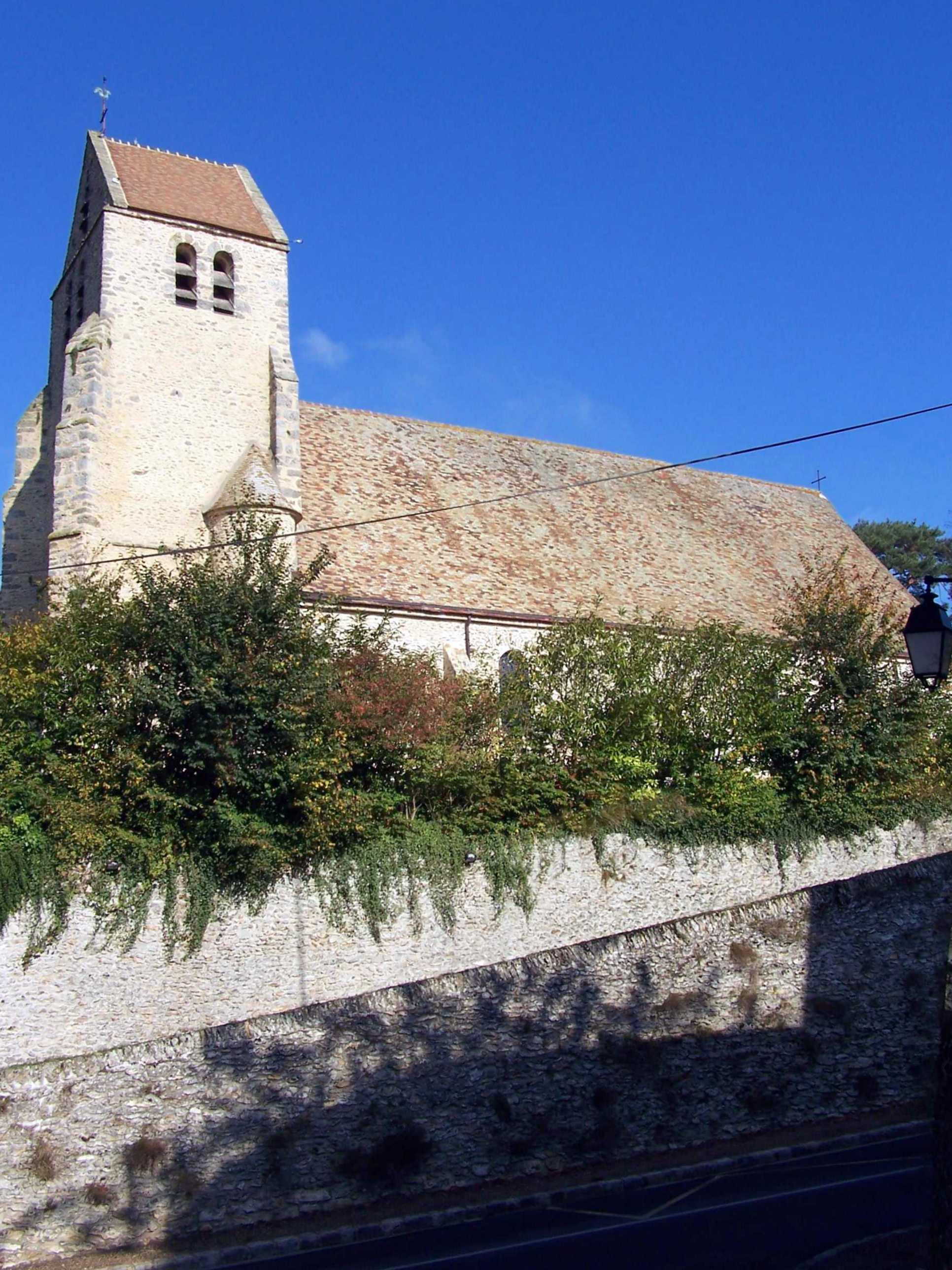
Nhà thờ

Các xã giáp ranh: La Queue-les-Yvelines về phía bắc, Galluis về phía đông bắc, Méré về phía đông, Montfort-l'Amaury về phía đông-đông-nam, Saint-Léger-en-Yvelines về phía đông nam, Gambaiseuil về phía nam và về phía tây, Gambais về phía tây bắc và Millemont cực nam-tây-nam.

## Thông tin nhân khẩu
| 1800                                             | 1851 | 1901 | 1946 | 1954 | 1962 | 1968 | 1975 | 1982 | 1990 | 1999 | 2007* |
| ------------------------------------------------ | ---- | ---- | ---- | ---- | ---- | ---- | ---- | ---- | ---- | ---- | ----- |
| 896                                              | 801  | 567  | 475  | 458  | 427  | 462  | 575  | 600  | 704  | 763  |       |
| Số liệu lấy từ năm 1962: Dân số không tính trùng |      |      |      |      |      |      |      |      |      |      |       |
| * Điều tra mới (các tính toán điều tra mới)      |      |      |      |      |      |      |      |      |      |      |       |